# HooK SENDAI
HooK SENDAI （ふっくせんだい）は、宮城県仙台市青葉区にあったライブハウスである。

## 概要
2003年5月にオープン。仙台のESPショップが経営。繁華街にあるアーケード商店街「サンモール一番町商店街」にある。
きれいなハコで、非常にクリアな音のライブハウス。ステージのスクリーンでプロモーションビデオの放映等も可能。
メジャー、インディーズ、アマチュア問わず幅広く出演。同じビル内に楽器屋もある。
2019年２月12日、公式twitterにて12月いっぱいでの閉店がアナウンスされた。

## 施設概要
ムービングライト常設、ステージ前方に100インチスクリーン完備。
- スタンディング（250人）椅子50席（要相談）
- 所在地 : 宮城県仙台市青葉区一番町2丁目3-33 ESPビルB1F
- 最寄駅 : 仙台市地下鉄東西線青葉通一番町駅南1出口から徒歩約1分